# Henric Schmidt
Henric Albert Schmidt, född 31 oktober 1849 i Härnösand, död 29 april 1905 i Stockholm, var en svensk målare, tecknare och textare.
Han var son till en grosshandlare i Härnösand och gift med Alma Cordelia Bernhardina Schmidt. Han etablerade en textningsateljé i Stockholm 1879 där han utförde monogramritning, mönsterritning och prakttextning i en stil snarlik de gamla munkarnas texter. Vid sidan av sitt arbete som textare var han verksam som målare och utförde miniatyrmålningar på trä, glas porslin och metall med olja, akvarell eller tusch samt restaurering av kopparstick och gamla manuskript. Han utgav 1879 häftet Silhuetter till svenska folkvisor, sånger och ballader, tecknade och Bellmansgalleri, Silhuetter 1880.